# Nikos Eleutheriadīs
Nikos Eleutheriadīs (in greco: Νίκος Ελευθεριάδης; 31 agosto 1937) è un ex calciatore cipriota.

## Carriera
Ha giocato 8 partite per la nazionale cipriota tra il 1960 e il 1966.